# Catocala ruperti
Catocala ruperti là một loài bướm đêm trong họ Erebidae.